# Ministère de la Santé (Tchéquie)
Pour les articles homonymes, voir Ministère de la Santé.
Le ministère de la Santé (en tchèque : Ministerstvo zdravotnictví) est le département ministériel chargé des soins de santé et de la protection de la santé publique en Tchéquie. 
Il est dirigé depuis le 17 décembre 2021 par le libéral-conservateur Vlastimil Válek.

## Liste des ministres
| Nom | Nom | Nom                       | Mandat                                                          | Parti  | Gouvernement(s)   |
| --- | --- | ------------------------- | --------------------------------------------------------------- | ------ | ----------------- |
|     |     | Petr Lom (cs)             | 2 juillet 1992 - 22 juin 1993 (11 mois et 20 jours)             | ODS    | Klaus I           |
|     |     | Luděk Rubáš (cs)          | 23 juin 1993 - 10 octobre 1995 (2 ans, 3 mois et 17 jours)      | ODS    | Klaus I           |
|     |     | Jan Stráský               | 10 octobre 1995 - 2 janvier 1998 (2 ans, 2 mois et 23 jours)    | ODS    | Klaus I et II     |
|     |     | Zuzana Roithová           | 2 janvier - 22 juillet 1998 (6 mois et 20 jours)                | Sans   | Tošovský          |
|     |     | Ivan David                | 22 juillet 1998 - 9 décembre 1999 (1 an, 4 mois et 17 jours)    | ČSSD   | Zeman             |
|     |     | Vladimír Špidla (intérim) | 10 décembre 1999 - 9 février 2000 (1 mois et 30 jours)          | ČSSD   | Zeman             |
|     |     | Bohumil Fišer (cs)        | 9 février 2000 - 15 juillet 2002 (2 ans, 5 mois et 6 jours)     | ČSSD   | Zeman             |
|     |     | Marie Součková (cs)       | 15 juillet 2002 - 14 avril 2004 (1 an, 8 mois et 30 jours)      | ČSSD   | Špidla            |
|     |     | Jozef Kubinyi (cs)        | 14 avril - 4 août 2004 (3 mois et 21 jours)                     | ČSSD   | Špidla            |
|     |     | Milada Emmerová           | 4 août 2004 - 12 octobre 2005 (1 an, 2 mois et 8 jours)         | ČSSD   | Gross Paroubek    |
|     |     | Zdeněk Škromach (intérim) | 12 octobre - 4 novembre 2005 (23 jours)                         | ČSSD   | Paroubek          |
|     |     | David Rath                | 4 novembre 2005 - 4 septembre 2006 (10 mois)                    | ČSSD   | Paroubek          |
|     |     | Tomáš Julínek             | 4 septembre 2006 - 23 janvier 2009 (2 ans, 4 mois et 19 jours)  | ODS    | Topolánek I et II |
|     |     | Daniela Filipiová         | 23 janvier - 8 mai 2009 (3 mois et 15 jours)                    | ODS    | Topolánek II      |
|     |     | Dana Jurásková (cs)       | 8 mai 2009 - 13 juillet 2010 (1 an, 2 mois et 5 jours)          | Sans   | Fischer           |
|     |     | Leoš Heger                | 13 juillet 2010 - 10 juillet 2013 (2 ans, 11 mois et 27 jours)  | TOP 09 | Nečas             |
|     |     | Martin Holcát             | 10 juillet 2013 - 29 janvier 2014 (6 mois et 19 jours)          | Sans   | Rusnok            |
|     |     | Svatopluk Němeček         | 29 janvier 2014 - 30 novembre 2016 (2 ans, 10 mois et 1 jour)   | ČSSD   | Sobotka           |
|     |     | Miloslav Ludvík           | 1er décembre 2016 - 13 décembre 2017 (1 an et 12 jours)         | ČSSD   | Sobotka           |
|     |     | Adam Vojtěch              | 13 décembre 2017 - 21 septembre 2020 (2 ans, 9 mois et 8 jours) | Sans   | Babiš I et II     |
|     |     | Roman Prymula             | 21 septembre 2020 - 29 octobre 2020 (1 mois et 8 jours)         | Sans   | Babiš II          |
|     |     | Jan Blatný                | 29 octobre 2020 - 7 avril 2021 (5 mois et 9 jours)              | Sans   | Babiš II          |
|     |     | Petr Arenberger           | 7 avril – 26 mai 2021 (1 mois et 19 jours)                      | Sans   | Babiš II          |
|     |     | Adam Vojtěch              | 26 mai – 17 décembre 2021 (6 mois et 21 jours)                  | Sans   | Babiš II          |
|     |     | Vlastimil Válek           | depuis le 17 décembre 2021 (3 ans, 3 mois et 3 jours)           | TOP 09 | Fiala             |